# حقوق الإنسان وتغير المناخ
حقوق الإنسان وتغير المناخ هو إطار مفاهيمي وقانوني يتم في ظله دراسة حقوق الإنسان وعلاقتها بتغير المناخ وتحليلها، وعلاجها. استخدمت الحكومات، وأجهزة الأمم المتحدة، والمنظمات الحكومية الدولية والمنظمات غير الحكومية، وجمعيات حقوق الإنسان، والمدافعين عن البيئة، والأكاديميين هذا الإطار لتوجيه السياسة الوطنية والدولية لتغير المناخ في ظل اتفاقية الأمم المتحدة المبدئية بشأن التغير المناخي (UNFCCC) والصكوك الدولية لحقوق الإنسان.
	يركز تحليل حقوق الإنسان وتغير المناخ على النتائج المتوقع حدوثها للبشر المرتبطة بالظواهر البيئية العالمية مثل ارتفاع منسوب البحار، والتصحر، وارتفاع درجات الحرارة، والأحداث المناخية المتطرفة، والتغيرات في معدلات هطول الأمطار، بالإضافة إلى تدابير التكيف والتخفيف التي تتخذها الحكومات في استجابة لتلك الظواهر وقد تتضمن حقوق الإنسان أو الحماية القانونية ذات الصلة.

## معلومات تاريخية
في عام 2005، قدمت الناشطة شيلا وات كلوتييه من الإسكيمو التماسًا إلى اللجنة الأمريكية لحقوق الإنسان لطلب الإغاثة «من انتهاكات حقوق الإنسان الناجمة عن آثار الاحترار العالمي وتغير المناخ الناجم عن تصرفات وإغفال الولايات المتحدة.» وعلى الرغم من أن هذا الالتماس قد رفض، فقد دعت اللجنة للاستماع للشهود حول العلاقة بين حقوق الإنسان والتغير المناخي من ممثلين عن بلاد الإسكيمو عام 2007.
وفي تلك السنة، أقر إعلان مالي بشأن البُعد البشري لتغير المناخ في العالم، «بصراحة (وللمرة الأولى في اتفاقية دولية) أن 'التغير المناخي له آثار واضحة وفورية على تمتع الإنسان بكامل حقوقه' ودعا نظام حقوق الإنسان التابع للأمم المتحدة لمعالجة القضية باعتبارها مسألة ملحة.»
وفي العام التالي، تبنى مجلس حقوق الإنسان التابع للأمم المتحدة (HRC) بالإجماع القرار 7/23، معترفًا بأن «تغير المناخ يشكل تهديدًا فوريًا وبعيد المدى للشعوب والمجتمعات في جميع أنحاء العالم كما له آثار على التمتع الكامل بحقوق الإنسان» وذكرت ميثاق الأمم المتحدة، والإعلان العالمي لحقوق الإنسان، والعهد الدولي الخاص بالحقوق الاقتصادية والاجتماعية والثقافية، والعهد الدولي الخاص بالحقوق المدنية والسياسية. ثم أعاد مجلس حقوق الإنسان تأكيده على هذه البيانات بالقرارات 10/4 الصادر في 25 مارس 2009 و18/22 الصادر في 30 سبتمبر 2011.
وفي 2009، أصدرت المفوضية السامية للأمم المتحدة لحقوق الإنسان (OHCHR) دراسة تحليلية تحدد الحقوق والجماعات التي من المحتمل أن تتأثر سلبًا بالتغيرات المناخية. اعتمد التقرير على أبحاث 30 دولة بالإضافة إلى عشر من وكالات الأمم المتحدة وعشرات المنظمات الأخرى. وحدد التقرير المشردين والصراعات والمخاطر الأمنية فضلاً عن ضعف حقوق الشعوب الأصلية، والنساء، والأطفال بوصفها قضايا مهمة.
وفي 2010، أعاد مؤتمر الأطراف في اتفاقية الأمم المتحدة الإطارية استنساخ لغة مجلس حقوق الإنسان محددًا العلاقة بين حقوق الإنسان وتغير المناخ في تقريره في كانكون مؤتمر الأمم المتحدة المعني بتغير المناخ لعام 2010 حول التغير المناخي. وأكد التقرير حول نتائج المؤتمر على أنه «ينبغي على الأطراف في جميع الإجراءات المتصلة بتغير المناخ، أن تقدم احترامها الكامل لحقوق الإنسان.»

## الحقوق المتضمنة
أكدت معظم البيانات الدولية المتعلقة بحقوق الإنسان وتغير المناخ على الآثار السلبية المحتملة لتغير المناخ على الحق في الحياة، والصحة، والغذاء، والمياه، والسكن، والتنمية، وتقرير المصير. وترد هذه الحقوق في الاتفاقيات الأساسية للقانون الدولي لحقوق الإنسان، على الرغم من أن هذه الاتفاقيات لم يوقع عليها جميع أعضاء مجلس حقوق الإنسان أو أطراف اتفاقية الأمم المتحدة الإطارية.

## قضايا معينة

### النزوح
تشير البحوث إلى أن تغير المناخ قد يؤدي إلى وجود من 50 إلى 200 مليون مشرد داخلي ولاجئ بحلول عام 2100.

### الصراع
ذكرت التحذير الدولي، منظمة غير حكومية دولية لبناء السلام، 46 دولة قد تتفاعل بها آثار تغير المناخ (بما في ذلك ندرة المياه، وفقدان الأراضي الصالحة للزراعة، والأحداث المناخية المتطرفة، وتقصير مواسم النمو، وذوبان الأنهار الجليدية) مع القوى الاقتصادية والاجتماعية، والسياسية لتخلق «خطرًا كبيرًا من الصراع العنيف.»

### السكان الأصليون
حددت أجهزة حقوق الإنسان في الأمم المتحدة حقوق الشعوب الأصلية لأنها معرضة بصفة خاصة للآثار السلبية الناجمة عن تغير المناخ.

### حقوق الطفل
حدد باحثون في معهد التنمية لما وراء البحار أن الأطفال في جنوب آسيا قد يكونون عرضة بشكل خاص لانتهاكات حقوق الإنسان في أعقاب الكوارث المتصلة بالمناخ. وقد تتضمن هذه الانتهاكات العنف على أساس الجنس، وعمالة الأطفال، وتفكك الأسرة والحواجز التي تحول دون التنمية والتعلم. ويرى الباحثون أن حقوق الأطفال نادرًا ما تحتل أولوية في السياسات الرامية لتقليل مخاطر الكوارث أو التكيف مع تغير المناخ وأن سياسات التكيف مع تغير المناخ يجب أن تقوم بتدخلات خاصة لمعالجة الجوانب الحيوية في حقوق الطفل، وخاصة حماية الطفل والتعليم.

### التنمية
بالنظر إلى أن العديد من الشعوب الأكثر فقرًا في العالم يعتمدون اعتمادًا مباشرًا على البيئة للحصول على مصدر رزقهم اليومي أو جزء منه، فترى العديد من وكالات التنمية الدولية أن تغير المناخ والتنمية «يرتبطان ارتباطًا وثيقًا لا ينفصم.»